# Pandemia de COVID-19 en Lituania

Bandera de Lituania

La pandemia de COVID-19 en Lituania es parte de la pandemia mundial en curso de la enfermedad por coronavirus de 2019 (COVID-19) causada por el síndrome respiratorio agudo severo coronavirus 2 (SARS-CoV-2). Se confirmó que el virus llegó a Lituania en febrero de 2020. El 18 de marzo de 2020, se confirmó el primer caso doméstico, siendo el primer infectado un familiar directo de un caso conocido. Los primeros casos de propagación comunitaria se encontraron en el país el 19 de marzo y la primera muerte relacionada ocurrió el 20 de marzo de 2020.
El gobierno lituano declaró inicialmente una cuarentena del 16 de marzo al 30 de marzo, pero se extendió varias veces y estaba previsto que finalizara el 16 de junio. El 17 de junio se levantó la cuarentena nacional.
A partir del 21 de octubre y hasta el 4 de noviembre, el gobierno implementó zonas basadas en colores en toda Lituania, donde el verde significa menos restricciones o restricciones ligeras y el rojo significa restricciones estrictas y fuertes. Pero debido al aumento de las cifras, el gobierno anunció un cierre nacional el 4 de noviembre. El bloqueo estaba programado para durar hasta el 29 de noviembre, pero posteriormente se prolongó hasta el 1 de junio de 2021.
El 17 de septiembre, el último municipio sin casos de coronavirus, Birštonas, confirmó su primer caso. Desde entonces, los 60 municipios lituanos han registrado al menos un caso confirmado de infección de COVID-19.
El programa de vacunación se inició el 27 de diciembre de 2020, como en el resto de los países de la Unión Europea. Los primeros en recibir la vacuna fueron los profesionales de la salud (médicos, enfermeras, etc.) que trabajaban con pacientes con COVID-19, seguidos por los ancianos y otros grupos de edad avanzada con afecciones médicas.
A fecha de 10 de mayo de 2021, Lituania ha vacunado al 29,12% de su población.
Hasta el 21 de febrero de 2022, se contabiliza la cifra de 865,559 casos confirmados 8,267 fallecidos y 762,668 pacientes recuperados del virus.

## Acontecimientos previos
El 12 de enero de 2020, la Organización Mundial de la Salud (OMS) confirmó que un nuevo coronavirus fue la causa de una enfermedad respiratoria en un grupo de personas en la ciudad de Wuhan, ubicada en la provincia de Hubei, China, que se informó a la OMS el 31 de diciembre de 2019.
La tasa de letalidad del COVID-19 ha sido mucho más baja que la del SARS, pero la transmisión ha sido significativamente mayor, con un número total de muertes significativo.

## Cronología

### Enero de 2020

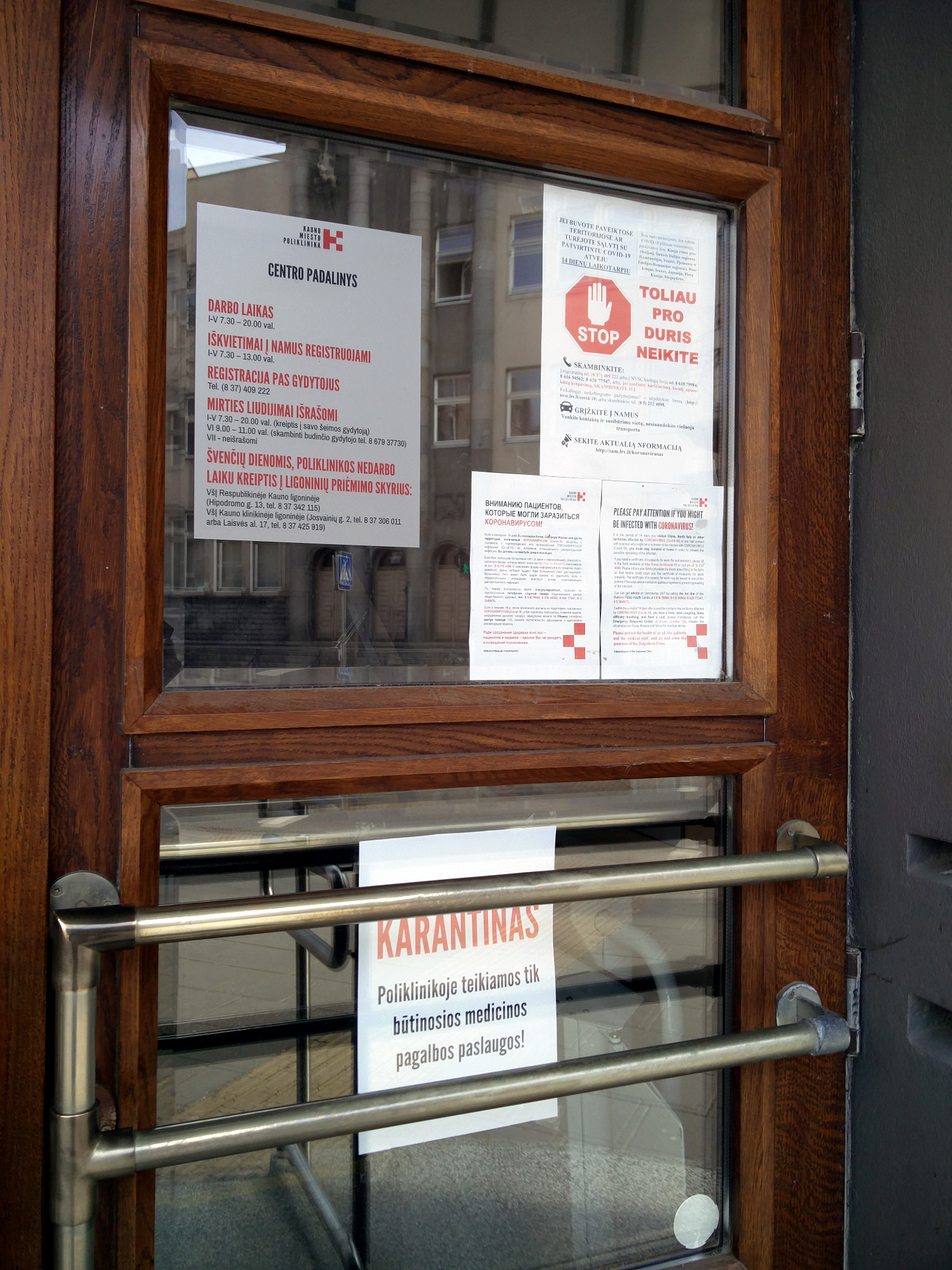
Advertencia sobre la cuarentena a la entrada de un hospital en Kaunas

25 de enero de 2020: Especialistas del Centro Nacional de Salud Pública comenzaron a consultar a los viajeros hacia y desde China en los tres aeropuertos de Lituania.

### Febrero de 2020
26 de febrero: Lituania declaró el estado de emergencia como medida preventiva contra la propagación del virus COVID-19.
28 de febrero: Lituania confirmó el primer caso de COVID-19, una mujer de 39 años que llegó a Kaunas desde Verona, Italia, después de un viaje de negocios. Luego fue hospitalizada en Šiauliai. El mismo día, el Seimas canceló todos los eventos públicos en sus instalaciones hasta el 30 de abril.

### Marzo de 2020
10 de marzo: Se confirmaron dos casos de COVID-19 positivos en Kaunas. Estas personas estaban en una estación de esquí en Cortina d'Ampezzo, Italia, a finales de febrero y la primera semana de marzo.
12 de marzo: El Gobierno de Lituania ordenó la cancelación de todos los eventos públicos en interiores de más de 100 asistentes. El mismo día, el gobierno ordenó el cierre de todas las instituciones educativas, incluidos jardines de infancia, escuelas públicas y universidades, durante dos semanas, con la recomendación de utilizar el aprendizaje en línea. También se cerraron todos los museos, cines y gimnasios.
13 de marzo: Se confirmaron tres nuevos casos de COVID-19: una ciudadana española de Madrid fue confirmada en Vilna, una mujer en Klaipėda que llegó desde Tenerife y un hombre en Kaunas que llegó desde el norte de Italia.
14 de marzo: Se confirmaron dos nuevos casos. Un estudiante (que también trabajaba como barista) regresó de Dinamarca al aeropuerto de Kaunas el 10 de marzo y se fue en autobús a Vilna y de allí a Kretinga . Otro lituano que regresaba de Italia dio positivo en la prueba en Vilnius y recibió tratamiento en las Clínicas Santara. Más tarde ese mismo día, se informó sobre la primera recuperación (mujer de 39 años de Šiauliai). Se confirmó un caso más en Panevėžys : un hombre de 31 años que llegó de los Países Bajos. Se reintroducen los controles fronterizos, impidiendo el ingreso al país de extranjeros sin permiso de trabajo.
15 de marzo: Se confirmaron tres nuevos casos relacionados con viajes al extranjero: un hombre de 25 años de Rietavas que regresó de Dinamarca (trabajó junto con el estudiante cuyos resultados de las pruebas de COVID-19 fueron positivos el 14 de marzo), y dos personas, un hombre y una joven de Vilna que habían regresado de Noruega y Austria.
16 de marzo: se confirmaron dos nuevos casos. Ambos pacientes estaban en Vilna y habían regresado de España (Barcelona vía París) y Alemania. Más tarde ese mismo día, se confirmaron tres casos más: una persona en Telšiai que regresó de la República Dominicana el 8 de marzo, y dos personas en Vilna que regresaron de Austria. También el mismo día, Lituania fue puesta en cuarentena. Se prohibieron todas las reuniones públicas en interiores y exteriores; se cerraron todas las tiendas y negocios, excepto las tiendas de comestibles, las farmacias y las farmacias veterinarias; se cerraron todos los restaurantes y bares, dejando la opción de comida para llevar; se cerraron las fronteras a los extranjeros independientemente del medio de transporte, excluyendo la carga y el transporte especial; todos los viajes internacionales de pasajeros salientes estaban prohibidos. La cuarentena estaba programada para durar hasta el 30 de marzo. Los Ferrocarriles de Lituania también detuvieron todos los servicios ferroviarios internacionales durante el cierre.
17 de marzo: Un hombre de más de 60 años que regresó a Panevėžys desde Sudáfrica (a través del aeropuerto de Estambul ) dio positivo en la prueba. Su estado se anunció severo y necesitó ventilación artificial, convirtiéndose en el primer caso grave de la enfermedad en el país. Posteriormente, se confirmaron cuatro nuevos casos: dos casos en Klaipėda : un hombre joven que regresó de Dinamarca y una mujer joven que regresó de Italia; y dos casos en Vilna: dos hombres que han regresado de Chequia y los Países Bajos. Por la noche, se confirmaron tres casos más en Vilna: habían visitado Bélgica (Bruselas), Suiza (Ginebra), Francia (Méribel), Reino Unido (Londres) y Cuba.
18 de marzo: se confirmaron cuatro nuevos casos en Vilnius: un joven que había regresado de Macedonia del Norte del Norte y el Reino Unido, dos hombres que habían regresado del Reino Unido y un hombre de los Emiratos Árabes Unidos (a través de los Países Bajos). Se confirmaron dos casos en el distrito de Klaipėda, ambos (una pareja) regresaron de Austria. Otro caso más fue confirmado en Šiauliai (la persona que regresó del Reino Unido). El primer caso de transmisión local del virus se confirmó en Kaunas cuando una mujer que regresó del Reino Unido infectó a su padre.
19 de marzo: Se confirmaron dos nuevos casos en Klaipėda, los pacientes habían regresado de Noruega y España. Más tarde ese mismo día, se confirmaron cinco nuevos casos, todos hospitalizados en Vilna. Tres casos corresponden a personas que regresaron de Turquía, el Reino Unido y el norte de Italia. Un caso está infectado localmente por un familiar enfermo. Un caso es un médico de Ukmergė sin antecedentes de viajes recientes, lo que la convierte en un caso sospechoso de transmisión comunitaria entre el paciente y el médico. También el mismo día, se endureció la cuarentena en todo el estado: las personas no pueden reunirse en grupos de más de cinco personas en espacios públicos; los patios de recreo solo deben ser utilizados por los niños de una familia a la vez; el acceso al parque nacional fue severamente restringido para prevenir la afluencia de personas.
20 de marzo: El distrito de Jonava confirma su primer caso. El mismo día, se informó el primer caso de muerte por complicaciones de COVID-19 en Ukmergė, una mujer de 83 años. La enfermedad fue confirmada como causa de muerte tras un examen póstumo. También se confirmó que dos médicos del distrito de Ignalina tenían COVID-19. Venían de República Dominicana a través del aeropuerto de Helsinki.
21 de marzo: El distrito de Raseiniai, el municipio de Palanga y el municipio de Marijampolė notificaron sus primeros casos de COVID-19.
22 de marzo: Temprano en la mañana, el número de casos confirmados superó los 100 en todo el país. El distrito de Jurbarkas, el distrito de Biržai, el distrito de Švenčionys, el distrito de Radviliškis y el distrito de Vilkaviškis notificaron sus primeros casos.
23 de marzo: Alytus y el distrito de Joniškis notificaron sus primeros casos de la enfermedad.
24 de marzo : el distrito de Šilutė confirma su primer caso. El control fronterizo se extendió por 20 días hasta el 12 de abril. La cuarentena se hizo más estricta: se recomendó a todos que se cubrieran la boca y la nariz (con máscaras o bufandas), las personas solo podían estar en espacios públicos en grupos no mayores de dos, los miembros de la familia deben comprar solos. También se ordenó a las tiendas que controlaran el movimiento de clientes dentro de las tiendas. También a partir del 24 de marzo, las personas que vinieran desde el extranjero en avión al aeropuerto de Vilna serían puestas en cuarentena en un hotel. A última hora de la noche, se informó la segunda muerte por complicaciones de COVID-19. Una mujer de 90 años se infectó en un hospital de Ukmergė, del que fue dada de alta el 16 de marzo. El 23 de marzo fue ingresada en Santaros Klinikos con fiebre y fatiga. Se ha confirmado infección por COVID-19 para ocho soldados en un grupo de batalla de batallón multinacional de la OTAN. Cinco soldados del Ejército Real de los Países Bajos han sido transportados de regreso a su país de origen. El gobierno de Lituania amplía un paquete de ayuda de 2,000 millones de euros para las empresas.
25 de marzo: Las principales empresas de autobuses suspendieron temporalmente sus rutas interurbanas en Lituania debido a una demanda extremadamente baja. La tercera muerte se informó en el hospital de Ukmergė. La cuarta muerte se informó en Panevėžys. La persona fallecida había sido confirmada por COVID-19 el 17 de marzo. Por la tarde, la cuarentena a nivel nacional se amplió hasta el 13 de abril. El gobierno de Lituania promulgó una resolución para crear un comité de manejo de la situación, que estaría encabezado por el primer ministro Saulius Skvernelis, para ayudar al gobierno a controlar el estado de emergencia. Los distritos de Plungė y Trakai confirmaron sus primeros casos.
27 de marzo: Se confirma la quinta muerte en Klaipėda, un paciente de 94 años con varias enfermedades crónicas. distrito de Šakiai, el distrito de Tauragė, el distrito de Prienai, y el distrito de Mažeikiai notificaron sus primeros casos de COVID-19.
28 de marzo: Se confirmó en Ukmergė el sexto caso de muerte, un paciente de 75 años con varias enfermedades crónicas. El séptimo caso de muerte se confirmó en Klaipėda.
30 de marzo: Se confirmó que 116 pacientes han sido hospitalizados por COVID-19 en Lituania hasta el día de hoy, 5 de los cuales se encuentran en estado crítico. Se anunciaron nuevas restricciones de viaje para los ciudadanos que regresan del extranjero, en particular, la prohibición de vuelos especiales a partir del 3 de abril. El alcalde de Klaipėda anunció que seis pacientes previamente diagnosticados con COVID-19 en la región ahora estaban libres de la condición, lo que eleva el número total de recuperaciones confirmadas a 7. El distrito de Anykščiai informó de su primer caso.
31 de marzo: Los casos confirmados superaron los 500. El distrito de Akmenė y el distrito de Kelmė notificaron sus primeros casos. Por la tarde, se informó del octavo caso de muerte en Vilna: el fallecido era un hombre de 77 años trasladado desde un hospital comprometido en Ukmergė el 29 de marzo.
La investigación científica confirmó que la falta de equipos de protección personal (mascarillas médicas, guantes, respiradores, mascarillas, etc.), desinfectantes era un problema grave en casi todas las instituciones médicas y sociales. Solo unas pocas instituciones sociales tenían una pequeña reserva de tales fondos (ya que se utilizaron en actividades previas a la crisis). Esto ayudó en las primeras semanas, luego logramos adquirir nuevos o proporcionamos los medios de protección personal necesarios.

### Abril de 2020
1 de abril: El gobierno de Lituania ha prohibido la exportación de equipos médicos a países fuera de la Unión Europea.
2 de abril: Hasta el día de hoy, 108 médicos están infectados con COVID-19 en Lituania. Después de cuatro casos confirmados, la clínica Šeškinė en Vilna, un gran centro de salud con más de 80.000 ciudadanos registrados, había cerrado.  Más tarde ese mismo día, se confirmó el noveno caso de muerte: un paciente del grupo de riesgo en Ukmergė.
3 de abril: La Policía Militar comenzó a ayudar a la policía y al Sindicato de Fusileros de Lituania a patrullar las calles para hacer cumplir las reglas de cuarentena.
4 de abril: Se cierran las fronteras con Bielorrusia y Rusia para el transporte de pasajeros, dejando solo dos puestos de control abiertos (con Polonia y Letonia) para los ciudadanos que regresan, los extranjeros en tránsito y los que tienen un permiso de residencia o de trabajo. El décimo caso de muerte se confirmó como el de una mujer de 83 años que fue atendida en el Hospital Universitario Klaipėda. El undécimo caso de muerte se confirmó en Kaunas .
5 de abril: Se confirma el duodécimo caso de muerte en Šiauliai: propietario de un restaurante de 61 años, sin ninguna enfermedad crónica conocida. El decimotercer caso de muerte se confirmó en Vilna: un anciano de Merkinė, que había pasado solo un día en un hospital.
6 de abril: Se confirma el decimocuarto caso de muerte en Panevėžys. La octava recuperación se registró en Klaipėda. El decimoquinto caso de muerte se confirmó en Marijampolė. El espacio aéreo lituano está cerrado a los vuelos comerciales de pasajeros con destino y origen Lituania.
7 de abril: El Seimas de Lituania aprobó una ley para regular los precios de los bienes y servicios esenciales.
8 de abril: La cuarentena a nivel nacional se amplió hasta el 27 de abril.
9 de abril: se confirma el decimosexto caso de muerte en Klaipėda, un geógrafo, científico y antiguo profesor de 98 años de la Universidad de Ciencias de la Educación de Lituania .
10 de abril: Šiauliai confirma el 17º caso nacional de muerte. El Ministro de Salud informó cinco muertes más y 33 recuperaciones durante una conferencia de prensa oficial. Se impuso un requisito obligatorio de usar máscaras protectoras en los espacios públicos en toda Lituania. Del 10 al 13 de abril, durante el fin de semana de Pascua, se impusieron restricciones a la entrada de no residentes en los pueblos y ciudades del país.
11 de abril: Los casos oficiales confirmados de infectados por COVID-19 superaron los 1,000.[cita requerida]
14 de abril: Según los funcionarios del Centro Nacional de Salud Pública, el 73% de todos los casos son domésticos y hay 40 puntos críticos activos en todo el país. Entre el 62% y el 64% de todas las personas infectadas tienen más de 61 años
15 de abril: La ciudad de Nemenčinė fue bloqueada del 16 al 24 de abril después de un brote en una fábrica de ropa local. Según el primer ministro Saulius Skvernelis, solo se permitiría la entrada a quienes vivan y trabajen en la ciudad de Nemenčinė. La salida de la ciudad estaría permitida a quienes trabajan en otro lugar y necesitan irse por motivos de salud. Se seguirían entregando mercancías. También el mismo día, el Gobierno de Lituania publicó un plan de salida de cuarentena de cuatro etapas. La primera etapa comienza el mismo día y permite la reapertura de ciertos negocios, incluidos los minoristas no alimentarios y las tiendas que brindan ciertos servicios. Las pautas operativas establecen que las tiendas deberían tener acceso directo desde la calle, limitar el contacto cara a cara a 20 minutos, atender a un cliente a la vez y garantizar una densidad de un cliente por cada 10 metros cuadrados.
16 de abril: Telšiai registró su primera muerte por COVID-19.
18 de abril: se confirmó un número récord de 90 nuevos casos. Nemenčinė continuó emergiendo como el nuevo punto de acceso en el país, agregando 52 nuevos casos entre los trabajadores de una fábrica de ropa. Más tarde, ese mismo día, se informó de una situación grave en un hospicio de Klaipėda con más de 30 infecciones en total.[cita requerida]
22 de abril: La cuarentena a nivel nacional se extendió hasta el día 11 de mayo y se inició la segunda etapa del plan de salida de cuarentena de cuatro etapas.
23 de abril: A partir de este día, todos los minoristas (incluidos los de los centros comerciales) pueden abrir.
24 de abril : Kretinga registra su primera muerte causada por la enfermedad.
27 de abril: Según la tercera etapa del plan de salida de la cuarentena, se permite la reapertura de peluquerías, servicios de manicura, museos, bibliotecas, canchas de golf y tenis, campos de tiro, parques de wakeboard, cafés al aire libre, restaurantes y bares. También se permite la reapertura de actividades al aire libre como senderos turísticos, parques, zoológicos, jardines botánicos al aire libre y torres de observación. Se pueden realizar exámenes de conducción y de aviación. Todos estos negocios y establecimientos deben seguir las pautas operativas previamente definidas: Asegurar 10 metros cuadrados por cliente o atender a una persona a la vez.
29 de abril: Se produjo un brote en una residencia y un hospital en la pequeña ciudad de Kartena. Más de 20 pacientes dieron positivo y la institución tuvo que ser aislada. Se inició la tercera etapa del plan de salida de cuarentena. A partir del 30 de abril, se permiten algunos vuelos al extranjero, se permite la apertura de mercados no alimentarios, se permiten todas las actividades de ocio al aire libre, se reabren los servicios de salud planificados, se permite el entrenamiento deportivo individual en interiores y exteriores. El requisito obligatorio de usar máscaras en espacios públicos ya no se aplica fuera de las áreas pobladas, si no hay nadie más dentro de un radio de 20 metros. Vilkaviškis registró su primera muerte.

### Mayo de 2020
3 de mayo: La ciudad de Alytus registró su primera muerte.
4 de mayo: Se levanta la restricción de que los ciudadanos lituanos salgan de Lituania y los ciudadanos pueden ir al extranjero si pueden demostrar que su viaje no afectaría la situación epidemiológica del país.
6 de mayo: La cuarentena a nivel nacional se extendió hasta el día 31 de mayo y se inició la cuarta etapa del plan de salida de la cuarentena. Joniškis registró su primera muerte.
11 de mayo: Se permiten clases de conducción y exámenes en automóviles, así como exámenes de idiomas extranjeros para los estudiantes que necesiten certificados de dominio del idioma. A partir del 18 de mayo, se permitirá la reapertura de los jardines de infancia y otros establecimientos de educación preescolar y todos los servicios de belleza y odontología. Se permitirían entrenamientos en gimnasios privados y entrenamientos de atletas profesionales en el interior. Las visitas al hospital se permitirían con el permiso del médico y se permitirían parejas durante el parto. Se permitirán eventos al aire libre de menos de 30 personas si los organizadores pueden garantizar una distancia de 2 metros entre las personas y un espacio de 10 metros cuadrados por participante. Se reabrió la frontera con Polonia para el tráfico de pasajeros y se permitió la entrada al país de ciudadanos polacos. Se ha encontrado un grupo en el Hospital Clínico de la ciudad de Vilnius (5 casos). También se ha identificado un caso importado en Klaipėda. El paciente era un niño de 11 años que había regresado de Moscú (a través del aeropuerto de Vilna) en avión privado.
13 de mayo: Lufthansa reanudó el servicio regular entre el aeropuerto de Vilna y Fránkfort, convirtiéndose en la primera aerolínea en reanudar vuelos desde Vilna luego de una interrupción del espacio aéreo que duró casi dos meses. El gobierno lituano detalló la siguiente fase del plan de salida de la cuarentena que entraría en vigencia gradualmente durante unas pocas semanas, incluida la apertura de cafés cubiertos y la eliminación del requisito obligatorio de usar máscaras. El distrito de Vilna registró su primera muerte.
14 de mayo: El uso de mascarillas en espacios públicos al aire libre ya no es obligatorio, pero sigue siendo recomendable. Cubrirse la cara al aire libre sigue siendo obligatorio en mercados y otros lugares de comercio, eventos, recorridos, así como paradas y estaciones de transporte público. También se permite la reunión en grupos de hasta 5 personas.
15 de mayo: Los residentes y ciudadanos de Estonia y Letonia pueden entrar en Lituania, siempre que no hayan viajado fuera de los estados bálticos en los 14 días anteriores. Los residentes y ciudadanos de Polonia también pueden entrar en Lituania con las mismas condiciones mencionadas anteriormente.
18 de mayo: Se permite la apertura de todos los lugares cerrados, incluidos restaurantes, cafés, bares, clubes nocturnos, casinos y lugares de entretenimiento, siempre que puedan seguir las pautas operativas previamente definidas. Se permiten eventos al aire libre con hasta 30 personas. Se permite la reanudación de los tratamientos y eventos no esenciales. También se permiten actividades deportivas de interior.
24 de mayo: Mažeikiai registró su primera muerte por la enfermedad.
25 de mayo: Las escuelas primarias pueden reanudar la docencia en las aulas. Se permite la educación superior y profesional para reanudar cursos que no se pueden realizar de forma remota.
27 de mayo: El gobierno de Lituania extendió la cuarentena a nivel nacional hasta el 16 de junio y presentó un plan de salida adicional que incluye permitir eventos masivos con restricciones, levantar el límite de personas permitidas para congregarse y eliminar el control fronterizo con Letonia.
30 de mayo: Se permite la reanudación del deporte profesional sin espectadores. Los spas pueden reabrir con cierta cantidad de personas. Los eventos privados con menos de 30 personas están permitidos en el interior y al aire libre, los eventos públicos interiores con menos de 30 personas pueden reanudarse.

### Junio de 2020
1 de junio: Se permiten eventos masivos al aire libre de hasta 300 personas, y eventos masivos en interiores de hasta 100 personas con ciertas restricciones de distancia. Se levanta el límite de personas permitidas para congregarse en las iglesias y se permiten actividades deportivas al aire libre. Se eliminan los puestos de control fronterizos con Letonia.
10 de junio: El gobierno decidió levantar la cuarentena a nivel nacional el 17 de junio.
17 de junio: Se levanta la cuarentena a nivel nacional después de 93 días.

### Julio de 2020
15 de julio: Se confirman 21 casos nuevos, el mayor aumento en un solo día desde el 10 de mayo, después de un brote en una empresa de transporte relacionada con trabajadores migrantes de Uzbekistán.
17 de julio: Los ciudadanos extranjeros que lleguen a Lituania desde países fuera del Espacio Económico Europeo deberán aislarse por sí mismos durante dos semanas.
24 de julio: Se confirmaron 26 nuevos casos, el mayor aumento en un solo día desde el 10 de mayo, debido a múltiples brotes en festivales familiares y empresa de transporte en Kaunas.[cita requerida]

### Agosto de 2020
1 de agosto: El gobierno decidió restablecer el requisito de usar máscaras faciales en las tiendas y el transporte público.
8 de agosto: Se confirman 37 nuevos casos, el mayor aumento en un día desde el 19 de abril.
16 de agosto: El municipio del distrito de Pakruojis confirmó su primer caso de coronavirus, lo que deja a Birštonas como el único municipio de Lituania sin casos confirmados.
17 de agosto : el gobierno lituano levantó las prohibiciones de entrada para los ciudadanos y residentes de la Unión Europea y el EEE que viajan desde los países más afectados por el coronavirus. En cambio, se les exigiría que se sometieran a una prueba de coronavirus antes de la salida. Los viajeros de fuera de la Unión Europea/ EEE aún tendrían que solicitar permiso para llegar. El requisito de que todos los viajeros que lleguen se registren sigue vigente.
18 de agosto: Se confirman 38 nuevos casos, el mayor aumento en un solo día desde el 19 de abril.
21 de agosto: Las mascarillas se volvieron obligatorias en todos los eventos, tanto en interiores como al aire libre, así como en cafés, restaurantes, bares y otros lugares de catering. Prienai registró su primera muerte.
23 de agosto: Se confirman 41 nuevos casos, el mayor aumento en un solo día desde el 19 de abril.
28 de agosto: Se confirman 48 nuevos casos, el mayor aumento en un día desde el 19 de abril.

### Septiembre de 2020
9 de septiembre: Se confirman 1.054 casos activos, el mayor número de casos activos desde el inicio de la pandemia en Lituania.
12 de septiembre: Se confirman 53 nuevos casos, el mayor aumento en un solo día desde el 19 de abril.
17 de septiembre: Se confirman 62 nuevos casos, el mayor aumento en un día desde el 18 de abril. Birštonas se convirtió en el último municipio de Lituania en confirmar al menos un caso de coronavirus.
19 de septiembre: Se confirman 99 nuevos casos, el mayor aumento en un día desde el inicio de la pandemia. El municipio de la ciudad de Vilna se convirtió en el primer municipio en superar los 1.000 casos confirmados. El distrito de Kaunas registró su primera muerte.
24 de septiembre: Se confirma un número récord de 138 nuevos casos.

### Octubre de 2020
2 de octubre: Se confirma un número récord de 172 nuevos casos.
3 de octubre: Visaginas registra su primera muerte.
6 de octubre: Kelmė y Akmenė registraron sus primeras muertes.
7 de octubre: Se confirma el caso número 100 de muerte. Radviliškis registró su primera muerte. 
9 de octubre: Entra en vigor un cierre regional en el distrito de Raseiniai. Al 7 de octubre, el municipio tenía 423 casos confirmados y 5 defunciones, y la tasa de contagio se situó en 1.100 casos por 100.000 habitantes. Las medidas de cierre implican limitar los horarios de apertura de tiendas y cafés y prohibir eventos públicos. Los bares y restaurantes deben cerrar después de la medianoche y las tiendas deben asegurarse de que haya al menos 10 metros cuadrados de espacio por cliente. La policía de tráfico también aplica una recomendación de abstenerse de viajar a Raseiniai. Según el Centro Nacional de Salud Pública, hubo 19 grupos de infección en el distrito de Raseiniai. Se espera que el bloqueo dure hasta el 21 de octubre.
10 de octubre: Se confirma un número récord de 205 nuevos casos.
14 de octubre: Jurbarkas registra la primera muerte.
15 de octubre: Se confirmó un número récord de 255 nuevos casos.
16 de octubre: Se confirmó un número récord de 281 nuevos casos.
18 de octubre: El municipio de la ciudad de Vilna estableció nuevas pautas de seguridad para los lugares de entretenimiento y servicio de alimentos en Vilna: se requieren máscaras faciales tanto en interiores como en exteriores, excepto para comer, beber o fumar; se requiere mantener la distancia física; Se recomienda a los propietarios de negocios que tomen la temperatura de los clientes y registren a todos los visitantes, así como que se les pida que carguen fotos de la aplicación de las directrices en las redes sociales utilizando un hashtag específico.
20 de octubre: Tauragė registró su primera muerte.
21 de octubre: Se confirma un número récord de 311 nuevos casos. A partir del 26 de octubre, los municipios de Lituania se ubicarán en una de las tres "zonas de riesgo". Los municipios que se colocan en la "zona roja" tendrían que hacer cumplir los cierres municipales: limitar la intensidad del transporte público, las reuniones públicas de hasta cinco personas, el número de clientes en los espacios comerciales, hacer que las máscaras sean obligatorias tanto dentro como fuera, las instituciones gubernamentales y municipales habrían trabajar de forma remota o parcialmente remota, prohibir las visitas de pacientes en los hospitales, limitar las reuniones rituales religiosas. Los municipios de la "zona amarilla" deben estar en alerta, pero las limitaciones y restricciones no se aplican, mientras que los municipios de la "zona verde" no tienen restricciones. El cierre municipal en Raseiniai se amplía hasta el 6 de noviembre. Plungė registró su primera muerte. 
22 de octubre: Se confirmó un número récord de 424 nuevos casos. Šilutė registró la primera muerte.
23 de octubre: Se confirmó un número récord de 442 nuevos casos.
24 de octubre: Se confirmó un número récord de 474 nuevos casos.
25 de octubre: Se confirmó un número récord de 603 nuevos casos. El número total de casos confirmados superó los 10.000.
26 de octubre: Se confirmó un número récord de 766 nuevos casos. Los municipios de Elektrėnai, Joniškis, Jurbarkas, Kelmė, distrito de Klaipėda, Kretinga, Marijampolė, Pasvalys, Plungė, Skuodas, distrito de Šiauliai y Švenčionys fueron bloqueados hasta el 9 de noviembre. El gobierno de Lituania publicó un nuevo conjunto de restricciones y reglas para combatir el coronavirus. Los lugares de entretenimiento, ocio, catering y otros lugares públicos tendrían que registrar a todos los clientes y el horario de trabajo se restringiría de 7 a.m. a 12 a.m. La entrega y la comida para llevar no estarían sujetas a la normativa de horario laboral, o si los servicios son imprescindibles para los trabajadores del turno de noche en las empresas.
28 de octubre: Se confirmó un número récord de 776 nuevos casos. Los municipios de Vilnius, Kaunas, Klaipėda, Širvintos, Šilalė, Trakai, Telšiai y el distrito de Vilnius fueron bloqueados.
29 de octubre: Se confirman cifras récord de 950 casos nuevos y 7 defunciones.
31 de octubre: Se confirman cifras récord de 1.001 nuevos casos y 8 defunciones.

### Noviembre de 2020
4 de noviembre: El gobierno lituano decidió poner al país en cuarentena a nivel nacional, que incluye limitar el contacto fuera de los hogares, un tamaño máximo de congregación pública de 5, limitar el número de asistentes en bodas y funerales, cerrar restaurantes y cafés excepto para los servicios de comida para llevar. cierre de gimnasios, piscinas, centros de SPA, museos, cines y teatros, permitir eventos deportivos sin espectadores, limitar el número de clases presenciales para las escuelas secundarias, suspender los tratamientos de salud no esenciales, limitar el número de pasajeros en el transporte público, hacer que las máscaras sean obligatorias en todos los lugares públicos y prohibir las visitas al hospital. El bloqueo entrará en vigor el 7 de noviembre y durará hasta el 29 de noviembre.
6 de noviembre: Se confirmó la cifra récord de 1.656 casos nuevos.
7 de noviembre: Se confirmó un número récord de 1.972 nuevos casos, el mayor aumento en un día desde el inicio de la pandemia, se confirman 11 muertes más.
8 de noviembre: Se confirma un número récord de 1.980 casos nuevos, el mayor aumento en un día desde el inicio de la pandemia.
11 de noviembre: Se confirman 14 muertes.
13 de noviembre: Se confirmó un número récord de 2.066 nuevos casos, el mayor aumento en un día desde el inicio de la pandemia.
18 de noviembre: Se confirman 1.963 nuevos casos, 24 defunciones más.
20 de noviembre: Se confirmó un número récord de 2.265 nuevos casos, el mayor aumento en un día desde el inicio de la pandemia.
22 de noviembre: Se confirmó un número récord de 2.307 nuevos casos, el mayor aumento en un día desde el inicio de la pandemia
25 de noviembre: El gobierno lituano decidió extender la cuarentena a nivel nacional hasta la medianoche del 17 de diciembre. El gobierno también decidió que a partir del 10 de diciembre se permitirá la reapertura de museos y galerías siempre que se cumplan las normas de cuarentena existentes, manteniendo una distancia de dos metros entre cada visitante y limitando el flujo de personas para garantizar 10 metros cuadrados por persona. Las personas también podrán visitar en grupos no mayores de dos, o más si son de la misma familia.
27 de noviembre: Se confirmó un número récord de 2.339 nuevos casos, el mayor aumento en un día desde el inicio de la pandemia.

### Diciembre de 2020
3 de diciembre: Se confirmó un número récord de 2.445 nuevos casos, el mayor aumento en un día desde el inicio de la pandemia.
4 de diciembre: Se confirmó un número récord de 2.514 casos nuevos, el mayor aumento en un día desde el inicio de la pandemia.
5 de diciembre: Se confirmó un número récord de 2.848 nuevos casos, el mayor aumento en un día desde el inicio de la pandemia.
9 de diciembre: Se confirmó un número récord de 3.128 nuevos casos, el mayor aumento en un día desde el inicio de la pandemia.
10 de diciembre: Se confirmó un número récord de 3.330 nuevos casos, el mayor aumento en un día desde el inicio de la pandemia.
16 de diciembre: Se confirmó un número récord de 3.418 nuevos casos, el mayor aumento en un solo día desde el inicio de la pandemia. Se confirman 44 muertes más, la mayor cifra de muertos desde el inicio de la pandemia. Se implementan más restricciones que incluyen:
- Están prohibidos los contactos entre más de un hogar. Los eventos que involucren a más de un hogar también están prohibidos.
- Los viajes no imprescindibles dentro de su municipio están prohibidos. Las personas pueden salir de sus hogares para ir de compras, trabajar, asistir a un funeral o buscar atención médica, con excepciones para los estudiantes que necesitan viajar por motivos de trabajo, como pasantías o exámenes.
- Todas las tiendas que no sean de alimentos deberán cerrar o cambiar el comercio en línea.
- Los servicios que impliquen contacto físico durante más de 15 minutos están prohibidos, incluidos los de peluquería y otros servicios de belleza, con excepción de los servicios de psicoterapia, emocionales y otros servicios de salud, así como los servicios legales y financieros profesionales que no se pueden brindar de forma remota.
- Todas las clases tendrán que moverse en línea, excepto los niños con necesidades especiales y los estudiantes cuyos padres no pueden trabajar desde casa. Sin embargo, el procedimiento exacto no se ha aclarado. Mientras tanto, se permitirá que los jardines de infancia permanezcan abiertos. Las clases de la escuela primaria se moverán en línea el 4 de enero, ya que los niños están de vacaciones.

Puedes leer la lista completa en inglés aquí.
17 de diciembre: El número total de casos confirmados superó los 100.000.
23 de diciembre: Se confirmó un número récord de 3.737 nuevos casos, el mayor aumento en un día desde el inicio de la pandemia.
24 de diciembre: Se confirmó un número récord de 3.799 nuevos casos, el mayor aumento en un solo día desde el inicio de la pandemia.
29 de diciembre: Se confirmó la cifra récord de 78 nuevas muertes.
30 de diciembre: Se confirmó un número récord de 3.934 nuevos casos, el mayor aumento en un día desde el inicio de la pandemia.

### Enero de 2021
1 de enero: Se confirman 42 nuevas muertes, así como 89 muertes más de días anteriores que no se contabilizaron.
4 de enero: El gobierno lituano confirmó la acumulación de 293 muertes que anteriormente no se contaban en las estadísticas. Por lo tanto, el número actual de muertes confirmadas es 1950.

### Febrero 2021
15 de febrero: Levantamiento parcial del cierre: las pequeñas tiendas y los salones de belleza pueden reanudar sus operaciones.
25 de febrero: Levantamiento parcial del encierro: ya no se requiere el uso de máscaras al aire libre, mientras que ahora se permiten los viajes entre ciudades y municipios vecinos.

### Marzo 2021
16 de marzo: Levantamiento parcial del bloqueo: ahora se permite viajar entre la mayoría de los municipios (54 de 70) con el menor número de casos per cápita.
23 de marzo: Se confirmaron 855 nuevos casos, el mayor aumento en un solo día desde el 28 de enero de 2021.

## Pruebas médicas

Número de casos confirmados (línea azul) y muertes (línea rosa) en una escala logarítmica. Una línea recta en una escala logarítmica sugiere un crecimiento exponencial.

17 de marzo de 2020: Se instalaron tres instalaciones de prueba móviles en Vilna y una en Kaunas. Otros condados también han propuesto establecer instalaciones móviles, una para cada condado.
18 de marzo: Comenzaron las pruebas de COVID-19 en los laboratorios de los principales hospitales de Vilna, Kaunas, Klaipėda y Šiauliai. La decisión sobre la descentralización del análisis de la prueba COVID-19 fue tomada por el Ministerio de Salud solo el 18 de marzo de 2020, lo que permitió a cuatro laboratorios más realizar el análisis de las pruebas. A los mismos laboratorios se les permitió realizar el análisis de las pruebas realizadas en los puntos de prueba móviles.
20 de marzo: Se instaló una instalación de prueba móvil en Klaipėda.
22 de marzo: Debido a la escasez de paneles de diagnóstico, las pruebas se detuvieron temporalmente en las instalaciones móviles de pruebas de Kaunas y Klaipėda. Por la noche, llegaron nuevos paneles con la ayuda de la Fuerza Aérea de Lituania y las instalaciones de prueba móviles reanudaron su trabajo al día siguiente.
24 de marzo: Se inauguraron instalaciones de prueba móviles en Šiauliai, Alytus, Marijampolė y Telšiai.
25-26 de marzo: Se abrieron instalaciones de prueba móviles en Panevėžys, Tauragė y Utena. Se propusieron dos laboratorios más para las pruebas de COVID-19. El Ministerio de Salud ordenó a los municipios que establezcan "clínicas de fiebre" para controlar a los pacientes sospechosos de coronavirus con fiebre.
6 de agosto: Se iniciaron las pruebas de población aleatorias en las ciudades más grandes, así como en varios de los municipios más afectados.

## Zonas de riesgo

Un mapa de las zonas de riesgo en Lituania al 30 de octubre, antes del anuncio del cierre nacional el 4 de noviembre.

Desde el 21 de octubre, cada uno de los 60 municipios de Lituania se divide en una de las tres zonas de riesgo según criterios estadísticos:
- Las zonas verdes son municipios con bajo riesgo de coronavirus, donde la tasa de contagio es inferior a 25 casos por 100.000 habitantes en los últimos 14 días y las pruebas positivas suponen menos del 4 por ciento de todas las pruebas. Estos municipios no tienen restricciones adicionales.
- Las zonas amarillas son municipios con un riesgo moderado de coronavirus, donde 1) la tasa de infección es inferior a 50 casos por cada 100.000 habitantes en los últimos 14 días y las pruebas positivas representan el 4 o más por ciento de todas las pruebas, o 2) donde la tasa es 25 a 150 casos por 100.000 habitantes en los últimos 14 días y las pruebas positivas representan menos del 4 por ciento de todas las pruebas. Se alentaría a estos municipios a prepararse para una posible propagación del virus y el gobierno podría imponerles restricciones adicionales de forma individual.
- Las zonas rojas son municipios con alto riesgo de coronavirus, donde 1) la tasa de infección es de más de 50 casos por cada 100.000 habitantes en los últimos 14 días y las pruebas positivas representan el 4 o más por ciento de todas las pruebas, y los casos que no están relacionados con puntos críticos y brotes conocidos representan más del 30 por ciento de todos los casos confirmados por semana o, 2) donde la tasa es más de 150 casos por 100,000 habitantes en los últimos 14 días y los casos no relacionados representan el 30 o más por ciento de todos los casos. De cualquier manera, el municipio tendría que confirmar al menos 10 casos por semana. Estos municipios podrían considerarse bloqueados, lo que incluye menor capacidad de transporte público, límite de reuniones públicas, máscaras obligatorias en público y en interiores, límite en la capacidad de clientes minoristas y de entretenimiento, prohibición de visitas al hospital y asistencia social, recomendación de detener reuniones religiosas, y también requeriría al sector público y recomendaría al sector privado trabajar de forma remota.

Debido al creciente número de nuevos casos, el 4 de noviembre de 2020 el gobierno lituano decidió poner al país bajo un bloqueo a nivel nacional, que ve reglas más estrictas que las reglas de la zona roja establecidas. El bloqueo estaba programado para durar hasta el 29 de noviembre, pero luego se amplió con más restricciones hasta el 1 de febrero de 2021 y el sistema de zonas de riesgo no entrará en vigencia hasta después de que se levanten las restricciones a nivel nacional.

## Estadísticas

### Gráficos

#### Admisiones en hospitales y UCI por día
Fuente: Government of the Republic of Lithuania

## Respuesta de la Unión Europea
A partir de finales del primer trimestre de 2020, varios de los Estados miembros de la Unión se confrontaron a la crisis sanitaria de la pandemia de COVID-19. El impacto mediático generado por la situación, precipitó a los gobiernos nacionales y a las instituciones europeas a una situación sin precedentes, que en marzo, llevó a que los Estados miembros aceptaran la recomendación emitida por la Comisión Von der Leyen sobre lo que deberían hacer para restringir la entrada en el territorio a los residentes extracomunitarios. Casi al mismo tiempo, la Comisión lanzó su primera reserva de material médico con el fin de repartirlo a los Estados de la Unión más afectados por la pandemia.
En abril se sucedieron numerosas acciones políticas en respuesta a la crisis. En primer lugar reaccionó el Banco Central Europeo (BCE) con un programa de compra de títulos para evitar el colapso de los mercados de deuda, lo que contribuyó a estabilizar la situación financiera. Entonces, tras ser aprobada por primera vez la denominada “cláusula general de salvaguarda” prevista para escenarios de graves crisis generalizadas que afecten a la eurozona, la Comisión pudo levantar los límites que fijaba el pacto de estabilidad y crecimiento. De esta forma se autorizó a los gobiernos nacionales a inyectar en la economía tanto dinero «como fuese necesario». A dicha flexibilización se añadieron también los cambios en la autorización de ayudas públicas, ya que la normativa permitió otorgar hasta 800.000 euros por compañía en forma de subvención directa o ventajas fiscales. De manera complementaria, el Eurogrupo logró un acuerdo la segunda semana de abril que estableció los detalles de la primera red de seguridad comunitaria contra los efectos de la pandemia.
Pero el anuncio más destacado llegó el 18 de mayo de 2020, cuando en una rueda de prensa Merkel y Macron presentaron un plan para la UE en el marco de la crisis de la pandemia. Este impulso se integró con varias acciones institucionales de las semanas anteriores, y sirvió de base al plan recuperación económica (Next Generation EU) presentado por Von der Leyen la semana siguiente. Empero, el anuncio conjunto de Merkel y Macron fue impulsado por un fallo del Tribunal Constitucional de Alemania, que días antes había puesto en duda la independencia del Banco Central Europeo (BCE) para mantener a flote las economías de los miembros más vulnerables de la organización, así como la gobernabilidad de la UE. Hasta entonces, Merkel —quien ocho años antes, en el punto más álgido de la crisis del euro, aseguró que no habría eurobonos «mientras yo viva»— se había opuesto a la propuesta de Macron para crear un fondo que obligaría a los 27 a aumentar la deuda de forma conjunta.
En diciembre de 2020, la vacuna Tozinameran contra la COVID-19 logró la autorización de comercialización en la UE. BioNTech (Societas europaea), el laboratorio al origen de dicho producto, había recibido más de 9 millones de euros de financiación de la UE para la investigación durante la década precedente. Además, en junio fue beneficiario de un préstamo de 100 millones de euros del Banco Europeo de Inversiones (BEI), respaldado por la UE. Esto ayudó al laboratorio alemán a ampliar sus capacidades de fabricación y a suministrar la vacuna a nivel mundial.
En el plano internacional, durante el mes de mayo la Comisión lanzó la "Respuesta mundial al coronavirus", una acción que perseguía el «acceso universal a vacunas, tratamientos y tests de coronavirus asequibles». En la primera jornada del evento quedó cubierto el objetivo monetario de 7400 millones de euros, más de un tercio de los cuales procedían de la UE y sus Estados miembros. Este “maratón mundial de donantes”, dio paso al lanzamiento de una campaña denominada Global Goal: Unite for our Future que culminó el 27 de junio con una cumbre mundial de donantes, presidida por Von der Leyen, que recaudo 6.150 millones de euros.